# إيدسون أرواخو
إيدسون أرواخو (26 يوليو 1980 في ساو باولو في البرازيل – )؛ هو لاعب كرة قدم سابق كان يلعب كمهاجم.

## وصلات خارجية
- إيدسون أرواخو على موقع اتحاد تركيا (لاعب) (الإنجليزية)
- إيدسون أرواخو على موقع رابطة كرة القدم اليابانية للمحترفين (اليابانية)
- إيدسون أرواخو على موقع دوري كوريا الجنوبية (الإنجليزية)
- إيدسون أرواخو على موقع قاعدة بيانات كرة القدم.إي يو (الإنجليزية)
- إيدسون أرواخو على موقع Soccerway.com (الإنجليزية)
- إيدسون أرواخو على موقع عالم كرة القدم.نت (الإنجليزية)